# Piața Unirii (métro de Bucarest)
Piața Unirii est une station des lignes M1, M2 et M3 du métro de Bucarest en Roumanie. Elle est située sous la place de l'Union, dans le secteur 4 au centre de Bucarest.
Elle est mise en service en 1979.
Exploitée par Metrorex, elle est desservie par les rames des lignes M1, M2 et M3, qui circulent quotidiennement entre 5 h 0 et 23 h 0 (heure de départ des terminus). Une station du tramway de Bucarest et des arrêts de bus sont situés à proximité.

## Situation sur le réseau
Établie en souterrain, la station dispose de deux niveaux de passage.
La première, Piața Unirii 1, comporte un quai central encadré par les deux voies du tronçon commun aux lignes M1 et M3, elle est située : sur la entre les stations Izvor, en direction de Dristor 2 (ligne M1) et Preciziei (ligne M3), et Timpuri Noi, en direction de Pantelimon (ligne M1) et Anghel Saligny (ligne M3).
La seconde, Piața Unirii 2, comporte comporte également un quai central encadré par les deux voies de la ligne M2, elle est située entre les stations Universitate, en direction de Pipera, et Tineretului, en direction de Berceni.

## Histoire
La station est mise en service le 16 novembre 1979, lors de l'ouverture à l'exploitation du premier tronçon du métro de Timpuri Noi à Semanatoarea (ancien nom de la station terminus Petrache Poenaru.
Le niveau 2 est mis en service le 24 janvier 1986, lors de l'ouverture du premier tronçon de la ligne M2, long de 9,96 kilomètres, entre Piața Unirii et Depoul IMG (ancien nom de la station terminus Berceni. Il devient un niveau de passage le 25 octobre 1987, lors de l'ouverture du deuxième tronçon , long de 8,72 kilomètres, entre Piața Unirii et  le nouveau terminus de Pipera.

### Incidents
La station a été inondée deux fois.
La première fois en 1983, une digue a été temporairement démolie afin de faciliter les travaux sur la station M2. Toutefois, une pluie torrentielle a ensuite provoqué l’inondation de la station M1, fermée depuis un certain temps, et du chantier de construction de la station M2. station, qui a été retardée par l'inondation.

#### Inondation de mai 1987
La deuxième fois, le 1er mai 1987, la station a de nouveau été inondée. Lors de la construction du sous-passage voisin d'Unirii, une excavatrice a percé un canal du Dâmbovița. Après une nouvelle pluie torrentielle, la rivière a inondé le chantier de construction du passage souterrain, qui s'est ensuite infiltré dans la station M1 (à 20 h 30), atteignant 30 cm au-dessus des quais à 4 h. L'eau a endommagé un certain nombre d'installations électriques (câbles, signaux) et de salles de service inondées. Vers minuit, de nombreux ingénieurs et représentants du gouvernement ont examiné l'étendue de l'inondation présentée à la centrale, essayant de trouver une solution.
À 4 h, alors que le niveau d'eau atteignait son maximum, les ingénieurs décidèrent de démolir un batardeau plus bas sur la rivière (située près du passage inférieur de Mărășești), afin de permettre à l'eau de s'écouler librement et de réduire les inondations. Nicolae Ceaușescu a visité la station endommagée à 10 h 30; Lorsqu'on leur a demandé quand les stations ouvriraient, les ingénieurs ont répondu "probablement mardi matin". À ce moment-là, les pompiers et les employés du métro travaillaient et apportaient des pompes pour retirer l'eau
Peu de temps après le départ de Ceaușescu, un jeune homme a signalé une inondation dans la station M2 en bas. Deux heures plus tard, il a été constaté que de l'eau passait dans un tube conçu pour les câbles électriques. Plus tard, de nouvelles pompes ont été mises en place pour l'inondation dans la deuxième station. La brèche était si grave qu’en direction de Timpuri Noi et de Mihai Bravu, une partie du tunnel était entièrement submergée par les eaux. L’eau de la station M1 a été entièrement vidée dimanche à 7 h, au même moment, les travaux de nettoyage ont commencé.
Parce que le canal qui a été percé hébergeait principalement des eaux usées, il a laissé une horrible odeur dans la station, ce qui a encore entravé les efforts de nettoyage. Mercredi, toute l'eau des tunnels et des stations avait été pompée, le nettoyage des tunnels et des diverses salles de service, le remplacement des équipements endommagés et la révision des signaux. Jeudi matin, tout était en ordre de marche. Les dégâts les plus graves ont été évités - si l'inondation persistait, elle aurait endommagé plusieurs transformateurs et le bureau de régulation des stations.

## Service des voyageurs

### Accueil
La station dispose de quatre bouches autour de la place de l'Union. Des escaliers, ou des ascenseurs pour les personnes à mobilité réduite, permettent de rejoindre la salle des guichets et des automates pour l'achat des titres de transport. Les deux quais sont reliées par un passage souterrain piéton permettant les correspondances.

### Desserte
La desserte quotidienne débute avec le passage des rames parties des stations terminus des lignes à 5 h 0 et se termine avec le passage des dernières rames ayant pris le départ à 23 h 0 des stations terminus.

### Intermodalité
D'autres moyens de transport en commun sont disponibles sur le pourtour de la place : à l'angle sud-ouest la station Piața Unirii du tramway (lignes 7 et 32), et plusieurs arrêts de bus permettent de prendre de nombreuses lignes.